# Piñales (Añasco)
Piñales es un barrio ubicado en el municipio de Añasco en el estado libre asociado de Puerto Rico. En el Censo de 2010 tenía una población de 2875 habitantes y una densidad poblacional de 436,68 personas por km².

## Geografía
Piñales se encuentra ubicado en las coordenadas 18°18′1″N 67°10′22″O / 18.30028, -67.17278. Según la Oficina del Censo de los Estados Unidos, Piñales tiene una superficie total de 6.58 km², que corresponden a tierra firme.

## Demografía
Según el censo de 2010, había 2875 personas residiendo en Piñales. La densidad de población era de 436,68 hab./km². De los 2875 habitantes, Piñales estaba compuesto por el 80.59% blancos, el 6.4% eran afroamericanos, el 0.66% eran amerindios, el 0.1% eran asiáticos, el 0.03% eran isleños del Pacífico, el 8.28% eran de otras razas y el 3.93% pertenecían a dos o más razas. Del total de la población el 99.1% eran hispanos o latinos de cualquier raza.